# Стефан Халачев
Стефан Иванов Халачев (Велко) е политически деец от БРП (к), партизанин. Български офицер, подполковник.

## Биография
Стефан Халачев е роден в град Пловдив на 14 май 1917 година. Член на РМС (1933).
Участва в Съпротивителното движение през Втората световна война. Интерниран в лагера Гонда вода и Кръсто поле. Партизанин и политкомисар на Партизанска бригада „Чавдар“ (1943). Командир на нейния III- и батальон (1944). Командир на Четвърта софийска въстаническа бригада (1944). 
Участва във войната срещу Германия. Помощник-командир на Първа пехотна софийска дивизия. Загива по време на Страцинско-Кумановска операция в боя за хребета „Стражин“ на 18 октомври 1944 година.. Посмъртно е повишен в чин полковник. Награден е с орден „За храброст“, IV ст., 2 кл.